# 王納言 (嘉靖壬戌進士)
王納言（1524年—？），字舜卿，直隸常州府武進縣人，軍籍，明朝政治人物。

## 生平
嘉靖三十四年（1555年）乙卯科應天府鄉試第六十一名舉人。嘉靖四十一年（1562年）中式壬戌科會試第二百八十五名，三甲第八十一名進士。授杭州府推官。

## 家族
曾祖王鎰，壽官；祖父王澍；父王棟，縣主簿。母唐氏。具庆下。